# 1985 aux États-Unis
Pour des articles plus généraux, voir Chronologie des États-Unis et 1985.
Chronologie des États-Unis
- 1981
- 1982
- 1983
- 1984
- 1985
- 1986
- 1987
- 1988
- 1989

Cette page concerne des événements d'actualité qui se sont produits durant l'année 1985 du calendrier grégorien aux États-Unis.

## Gouvernement
- Président : Ronald Reagan
- Vice-président : George H. W. Bush
- Secrétaire d'État : George Shultz
- Chambre des représentants - Président : Tip O'Neill   (Parti démocrate)

## Événements
- Janvier : Ronald Reagan décide d’accorder la priorité à une réforme fiscale qui doit avoir un effet neutre sur les entrées et ne peut en aucun cas résorber le déficit.
- 31 mars : le premier WrestleMania de l'histoire se déroule au Madison Square Garden à New York, aux États-Unis.
- Juin - juillet : doctrine Reagan d’aide aux mouvements d’opposition armée aux régimes communistes récemment implantés.
- 13 juillet : Ronald Reagan se fait opérer d’un cancer du côlon.
- 22 septembre : accords du Plaza entre les États-Unis, le Japon, la RFA, le Royaume-Uni et la France : le nouveau secrétaire au trésor James Baker exprime son intention de réaliser un « atterrissage en douceur » du dollar, dont la parité trop élevée nuit aux exportations. 10 milliards de dollars sont injectés sur le marché des changes pour favoriser la dépréciation du dollar vis-à-vis du yen et du deutsch Mark. Cet accord est suivi des Accords du Louvre qui met fin à cette intervention sur le marché des changes. Mais l'absence de coordination des différents Etats du G7 provoquent un krach boursier en 1987 et l'explosion de la Bulle spéculative japonaise en 1990, mettant fin au miracle économique japonais.
- 22 octobre : plan Baker pour faciliter le règlement de la dette des pays sous-développés.
- 2 décembre : loi Gramm-Rudman (GRH) à l’initiative du Congrès. Le déficit du budget fédéral qui s'aggrave depuis 1969 représente une charge de plus en plus lourde pour l'économie américaine (hausse des taux d'intérêt, baisse de l'épargne privée). Les efforts infructueux du gouvernement et du Congrès à diminuer durablement les déficits aboutit à cette initiative parlementaire.
  - Cette loi réaffirme l'objectif de rétablir l'équilibre budgétaire de l'Etat.
  - Désormais, tout dépassement budgétaire supérieur aux objectifs fixés par la loi donnera autorisation au General Accounting Office (organe budgétaire du pouvoir législatif) à réaliser des réductions progressives et automatiques si nécessaire des dépenses fédérales, les coupes étant réparties de façon égale entre les dépenses militaires et sociales.
  - Si la loi GRH peut paraître ambitieuse, elle exclut de facto de nombreuses dépenses de son champ d'application (dépenses de sauvetage d'organismes privés, report de dépenses sur l'exercice budgétaire suivant), rendant son efficacité limitée.

## Économie et société
- Le taux de pauvreté est de 13 % au milieu des années 1980.
- Aggravation du déficit commercial.
- Concentration des compagnies de transport aérien à la suite d’une prolifération d’absorptions et de fusions. American Airlines, la principale compagnie, adopte une structure de tarifs que les autres transporteurs adoptent volontiers.
- Mère Teresa ouvre un hospice à Manhattan pour les victimes du SIDA.
- 5,5 % de déficit budgétaire
- 6,7 % de chômeurs.

## Culture
- 18 novembre : première parution de Calvin & Hobbes dans un journal américain[1].

### Cinéma

#### Films américains sortis en 1985
- 3 juillet : première du film Retour vers le futur dans les salles du cinéma américaine et finit par être le film le plus gros succès de 1985 aux États-Unis et le premier film à succès de la trilogie. En mettant en vedette Michael J. Fox, Christopher Lloyd, Lea Thompson, Crispin Glover et Thomas F. Wilson.
- Rocky 4 de Sylvester Stallone

#### Autres films sortis aux États-Unis en 1985
- x

#### Oscars
- Meilleur film :
- Meilleur réalisateur :
- Meilleur acteur :
- Meilleure actrice :
- Meilleur film documentaire :
- Meilleure musique de film :
- Meilleur film en langue étrangère :

## Naissances en 1985
- 17 avril - Rooney Mara, actrice.
- 5 décembre - Frankie Muniz, acteur, musicien et pilote automobile.

## Décès en 1985
- 13 mars - Annette Hanshaw, chanteuse. (° 18 octobre 1901)
- 2 octobre - Rock Hudson, acteur. (° 17 novembre 1925)
- 10 octobre - Yul Brynner, acteur. (° 11 juillet 1920)
- 16 novembre - John Sparkman, sénateur d'Alabama et candidat démocrate à la vice-présidence des États-Unis en 1952. (° 20 décembre 1899)